# San Cebrián de Castro
San Cebrián de Castro ist ein nordwestspanischer Ort und eine Gemeinde (municipio) mit 249 Einwohnern (Stand: 2024) im Osten der Provinz Zamora der Autonomen Gemeinschaft Kastilien-León. Neben dem Hauptort San Cebrián de Castro gehört die Ortschaft Fontanillas de Castro zur Gemeinde.

## Lage
San Cebrián de Castro liegt in der kastilischen Hochebene in einer Höhe von etwa 685 m. Das Stadtzentrum der Provinzhauptstadt Zamora ist nur etwa 21 Kilometer (Fahrtstrecke) in südlicher Richtung entfernt. Der Esla begrenzt die Gemeinde im Westen. Durch die Gemeinde führt die Autovía A-66. Das Klima im Winter ist durchaus kalt, im Sommer dagegen warm bis heiß; die eher spärlichen Regenfälle (531 mm/Jahr) fallen verteilt übers ganze Jahr.

## Bevölkerungsentwicklung
| Jahr      | 1970 | 1981 | 1991 | 2001 | 2011 | 2021 |
| Einwohner | 594  | 504  | 532  | 472  | 391  | 334  |

## Sehenswürdigkeiten
- Burgruine von Castrotorafe
- Kirche Mariä Himmelfahrt (Iglesia de Nuestra Señora de la Asunción) in San Cebrián de Castro
- Kirche der Unbefleckten Empfängnis in Fontanillas de Castro

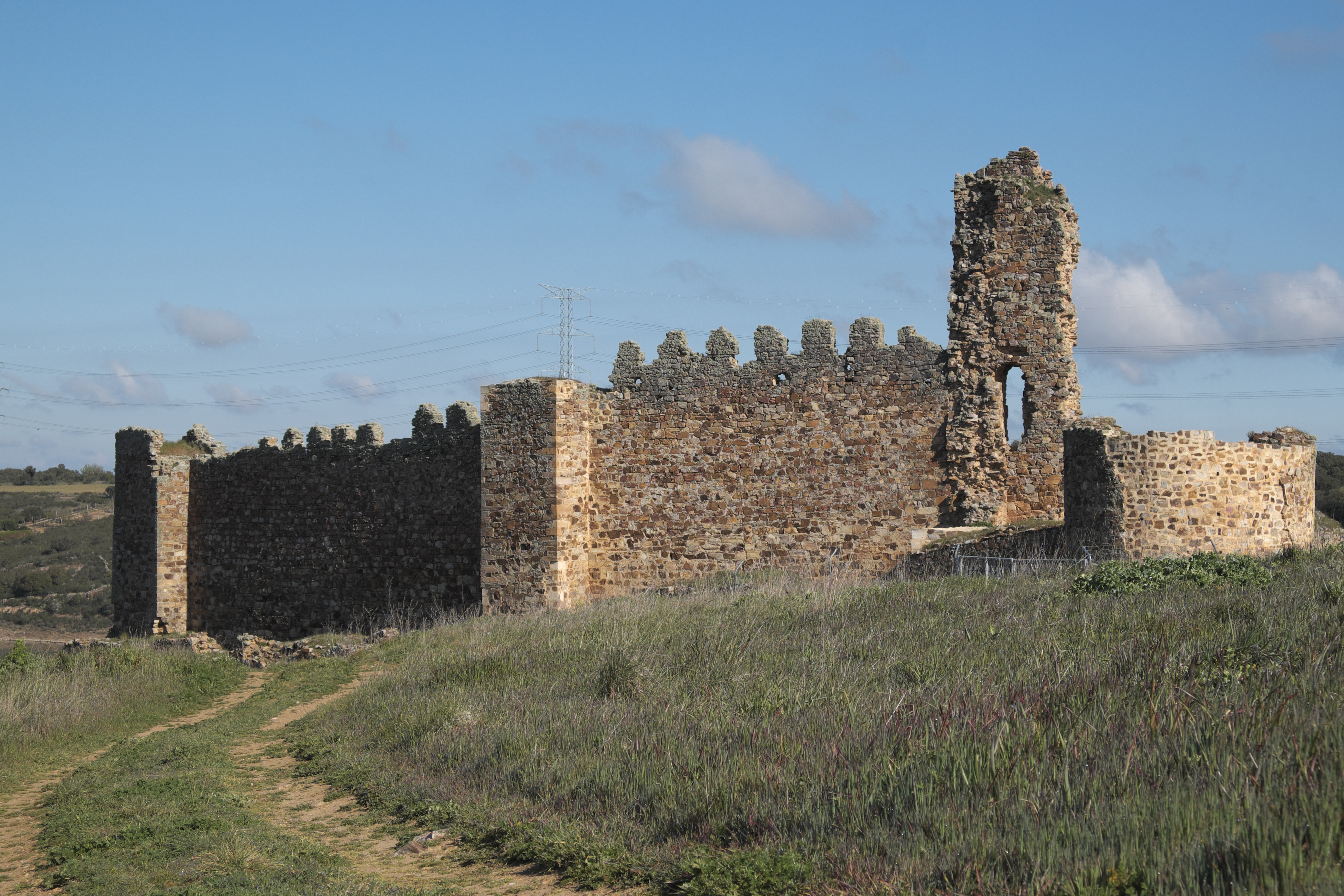
Burgruine von Castrotorafe